# Magnago
Magnago es una localidad y comune italiana de la provincia de Milán, región de Lombardía, con 8.885 habitantes.

## Evolución demográfica
| Gráfica de evolución demográfica de Magnago entre 1861 y 2001 |
|                                                               |
| Fuente ISTAT - elaboración gráfica de Wikipedia               |

El origen del nombre de la ciudad surge probablemente del latín "Magnus Ager" (campo grande), aunque hay discrepancias de las hipótesis sobre el origen. Magnago fue el lugar de origen de la familia Magnaghi, probablemente ya del 1000.
De esta familia se han recibido dos escudos de armas o insignias. El primer contenido del código Trivulzianus del 1390, tiene flores de lirios doradas, mientras que el segundo, se ubica desde el siglo XV hasta el XVII, el cual cuenta con bandas azules.
En la Edad Media, Magnazo era parte del condado de Bulgaria (con "capital" Magenta), que pertenecía a la parroquia de San Genesio de Dairago, una de las diócesis ambrosiana más importantes.
Con la gradual desaparición de los campesinos y el debilitamiento de la jurisdicción directa de Milán, ganaron importancia las figuras de los cónsules. Ya desde el siglo XII Magnago fue parte del centro de Milán, donde se propaga la difusión de las tendencias autonomistas, lo que condujo a la aparición de varias comunidades. Magnago se convirtió en un importante centro, como lo demuestra la presencia de cuatro iglesias en el área desde el doscientos.
En el siglo XIV la ciudad era también un banco de notarias oficinas que solo los centros de discreta importancia podían presumir.
Durante el siglo XIV y XV, Magnago sigue los acontecimientos de los Sforza de Milán.
En 1538 el país fue parte de las tierras de la parroquia de Dairago que fueron vendidas en disputa a Castellano Maggi. El cambio no trajo grandes modificaciones a diferencia de lo ocurrido cuando pasa a formar parte del territorio a la familia de la Cruz (o de la Cruz), que tuvo lugar en 1652.
Según la leyenda, esta noble familia milanesa tiene sus orígenes en el legendario Juan de Rho, primero que colocó la bandera de los cruzados en los muros de Jerusalén.
Por impresión del ilustre antepasado, inspirado en el escudo de la familia, lleva una cruz roja bifurcada en campo blanco.
De esta insignia y de aquello antiguo de Magnazo, da origen al escudo de la ciudad de Magnago.
En época más reciente (segunda mitad del 1800) Magnago experimenta un notable desarrollo económico e industrial, gracias a la expansión de sus tierras.
En 1869 un decreto real une bajo una única comuna los países de Magnago, Vanzaghello (vuelve a ser autónomo).